# Francesc d'Assís Aguilar i Serrat
Francesc d'Assís Aguilar i Serrat (Manlleu, Osona, 4 d'octubre de 1826 - Sogorb, Alt Palància, 16 de desembre de 1899) va ser un clergue i naturalista català.